# Ossalato di diammonio
L'ossalato di diammonio (o ossalato d'ammonio) è un sale di ammonio dell'acido ossalico con formula di struttura condensata (NH4)2C2O4.
A temperatura ambiente si presenta come un solido bianco inodore. È un composto nocivo.
L'ossalato di ammonio è utilizzato per il restauro e la conservazione di monumenti costituiti da materiali calcarei..